# Hitoshi Sasaki
Hitoshi Sasaki (jap. 佐々木 等 Sasaki Hitoshi; ur. 1891, zm. 23 lipca 1982) – japoński piłkarz.

## Kariera klubowa
Jako piłkarz grał w klubie Tokyo Higher Normal School.